# Modlitwa i Służba
Modlitwa i Służba – miesięcznik Papieskiej Światowej Sieci Modlitwy (Apostolstwa Modlitwy) w Polsce.

## Historia
Posłaniec Serca Jezusowego - tradycyjny organ prasowy Apostolstwa Modlitwy - we wrześniu 2006 roku   połączył się z miesięcznikiem Posłaniec Serca Jezusa (wydawanym od 1917 roku w USA), tworząc 64-stronicowy miesięcznik katolicki Posłaniec (wydawany przez jezuickie Wydawnictwo WAM w Krakowie).  Zapotrzebowanie na tańsze i prostsze pismo wypełnił powstały wówczas biuletyn Modlitwa i Służba. Twórcą tego miesięcznika był Tadeusz Chromik SJ. Tytuł nawiązywał do jednego z haseł Apostolstwa Modlitwy. Oprócz jezuitów pismo redagował zespół osób świeckich. Redakcja mieściła się w Krajowym Sekretariacie Apostolstwa Modlitwy przy bazylice Najświętszego Serca Jezusowego w Krakowie. Biuletyn ukazywał się przez 6 lat do 2011 roku, kiedy to został włączony w treść odnowionego Posłańca Serca Jezusowego. Jednak z końcem 2017 roku, po zawieszeniu wydawania Posłańca Serca Jezusowego przez Wydawnictwo WAM, Krajowy Sekretariat Apostolstwa Modlitwy w Krakowie wznowił w 2018 roku wydawanie miesięcznika Modlitwa i Służba. Redaktorem naczelnym został ks. Stanisław Groń SJ.

## Teraźniejszość
Miesięcznik MiS służy współpracy między Krajowym Dyrektorem AM a ośrodkami Papieskiej Światowej Sieci Modlitwy i pomaga jej członkom w formacji duchowej. Pismo ma kolorowe okładki, zawiera 28 stron formatu A4; druk jest czarno-biały o dużym kroju czcionki i z kolorową wkładką tematyczną. Miesięcznik wysyłany jest do ośrodków Papieskiej Światowej Sieci Modlitwy w Polsce i poza jej granicami: USA, Australia, Rosja, Ukraina, Białoruś, do parafii, animatorów, wspólnot zakonnych i osób, które go zaprenumerują. Jest wydawany z pewnym wyprzedzeniem, aby mógł dotrzeć do odbiorców przed rozpoczynającym się kolejnym miesiącem. Istnieje możliwość prenumeraty w wersji elektronicznej.
Miesięcznik zawiera kilka działów: 
- Od redakcji [wprowadzenie do tematyki numeru],
- Z nauczania Kościoła [przybliża treści teologiczne],
- Intencja Apostolstwa Modlitwy [komentarz do papieskiej intencji],
- Rok kościelny [kalendarz na dany okres liturgiczny],
- Komentarz do niedzielnych Ewangelii [wyjaśnienie słowa Bożego],
- Lektura duchowa [przybliża teksty Ojców Kościoła],
- Duchowość Apostolstwa Modlitwy [wskazówki formacyjne dla AM],
- Życie Apostolstwa Modlitwy [świadectwa i informacje z życia tej wspólnoty],
- Patron miesiąca  [podaje się biogram świętego lub błogosławionego],
- Artykuły religijne i różne modlitwy.